# Трафальгарська битва (1805)
Трафальгарська битва (англ. Battle of Trafalgar, фр. bataille de Trafalgar, ісп. batalla de Trafalgar) — морська битва, що відбулася 21 жовтня 1805 року між британськими та франко-іспанським флотами біля мису Трафальгар на Атлантичному узбережжі Іспанії (біля міста Кадіс) під час війни Французької імперії проти 3-ї антифранцузької коаліції.
У цій вирішальній морській битві часів Наполеонівських воєн Французька імперія та Іспанія втратили двадцять два кораблі, у той час як Велика Британія — жодного. Під час бою загинув командувач британським флотом віце-адмірал Гораціо Нельсон. З того часу його ім'я стало символом військово-морської могутності Великої Британії.
Об'єднаним флотом Французької імперії та Іспанії командував французький адмірал П'єр Вільнев. Під його керуванням перебував іспанський адмірал Фредеріко Гравіна, який командував іспанськими силами. Через рани, отримані під час битви, Фредеріко помер через кілька місяців після її закінчення.
Трафальгарська битва була частиною Війни третьої коаліції й головним морським протистоянням XIX століття. Перемога Великої Британії підтвердила морську перевагу країни, встановлену в XVIII столітті. Після поразки Наполеон відмовився від свого плану нападу на південну частину Великої Британії й почав війну проти двох інших головних сил Європи: Російської та Австрійської імперії.

## Передумови
1805 року головною наземною силою Європи була армія першої французької імперії під командуванням Наполеона; на морі такою силою був королівський військово-морський флот Великої Британії. Під час війни Велика Британія почала морську блокаду Французької імперії, що вплинуло на торгівлю і не дозволило Франції мобілізувати всі її морські сили. Попри кілька вдалих проривів блокади, французьким кораблям не вдалося остаточно припинити дії британського флоту, який міг атакувати їх як на своїй території, так і поза нею.
Наполеон проводив схожу політику: розпочав континентальну блокаду, що забороняла всім підвладним і залежним від Французької імперії країнам, а також її союзникам торгівлю з Британськими островами. Таким чином, було порушено зв'язок Великої Британії з Європою, що призвело до того, що країна була змушена атакувати ворога на землі.
Після того як Третя коаліція оголосила Французькій імперії війну та після нетривалого Ам'єнського миру, Наполеон вирішив почати наступ на Велику Британію.
Основна частина французького флоту перебувала в Бресті (в Бретані) і в Тулоні на узбережжі Середземного моря. Також існували і менші ескадри, які розміщувалися в портах на Атлантичному узбережжі Французької імперії. Крім того, на боці Французької імперії був іспанський флот, що базувався в Кадісі та Ферролі.
Велика Британія володіла добре навченим і досвідченим морським офіцерським корпусом, у той час як найкращі офіцери французького флоту були або страчені, або відсторонені від служби ще на початку Великої французької революції. Найнадійнішою людиною, якій можна було довірити командування Середземного флоту Наполеона, був П'єр-Шарль Вільнев.
Морський план Наполеона полягав в тому, що французькі сили в Середземному морі та іспанські сили в Кадісі мали прорвати блокаду й з'єднатися в Вест-Індії. Після цього їм пропонувалося допомогти французьким силам в Бресті вирватися з блокади й очистити Ла-Манш від британських кораблів, щоб забезпечити безпеку десантним кораблям.

## Битва
Помітивши вранці 21 жовтня 1805 року біля мису Трафальгар англійську ескадру, адмірал Вільнев дати бій не зважився і наказав вертатись у Кадіс.
Переслідуючи франко-іспанський флот, британці розділились на дві колони: першу з 16 кораблів вів контр-адмірал Катберг Коллінгвуд на «Роял-Соверені», який мав розірвати ворожу лінію, другу з 11 кораблів — адмірал Гораціо Нельсон на «Вікторії», плануючи атакувати французький флагман «Буцентавр» Вільнева, який прикривався величезним 135-гарматним лінкором «Сантисіма-Тринідад».
Французам і іспанцям довелось розвернутись, щоб прийняти бій, і вишикувати 31 корабель у лінію.
Першим із ними зблизився «Роял-Соверен» Коллінгвуда, який о 12-30 розрізав ворожий стрій біля іспанського флагмана «Санта-Анна». Французький лінкор «Фуге» вдарив по ньому з гармат, але жоден снаряд не влучив в ціль. Наблизившись, «Роял-Соверен» буквально зрешетив «Фуге», після чого зі 150 гармат вдарив по «Санта-Анні», де загинуло і було покалічено близько 400 матросів.
Через півгодини у бій вступила колона Нельсона. «Буцентавр» Вільнева здійснив три постріли по «Вікторії», останнім влучивши в одну зі щогл. Йому відповіли залпами шість чи сім кораблів. Сильна бортова хитавиця заважала вести прицільний вогонь, але тривалий обстріл зрештою порушив єдність франко-іспанського флоту, розрізаного супротивником у кількох місцях. Бій перетворився на запеклі поєдинки на близькій відстані, абордажні атаки, в хід пішла холодна і стрілецька зброя.
Віце-адмірал Гораціо Нельсон, що стояв на капітанському містку «Вікторії» був поранений прицільним пострілом десь з 15 метрів. Куля пройшла через плече, пробила легеню і застрягла в хребті. Він помер приблизно в 16:30.
Десь о другій дня Вільнев наказав вступити у бій резерву з 5 кораблів, який він притримував, щоб завдати вирішального удару. Але вже було пізно — 12 кораблів союзників вже були захоплені британцями. Втративши після обстрілу всі щогли, французький флагман спустив прапор і здався в полон разом зі своїм адміралом.
Найзапекліший опір чинили іспанці, які вдалим маневром шістьма кораблями під командою адмірала Гравіни зуміли вирватись з оточення і дістатись Кадіса.
За годину шторм зупинив битву, безумовно виграну британцями: вони зберегли усі кораблі, втративши 1666 чоловік (458 загиблими), проти 22 кораблів (1 потонув, решта взяті у полон) у французів та іспанців і 4395 убитими, 4759 пораненими і біля 8 тисяч полоненими.
Наступного дня негода потопила багато взятих у полон суден союзників, які ледь тримались на плаву.